# Línea 65 (Buenos Aires)

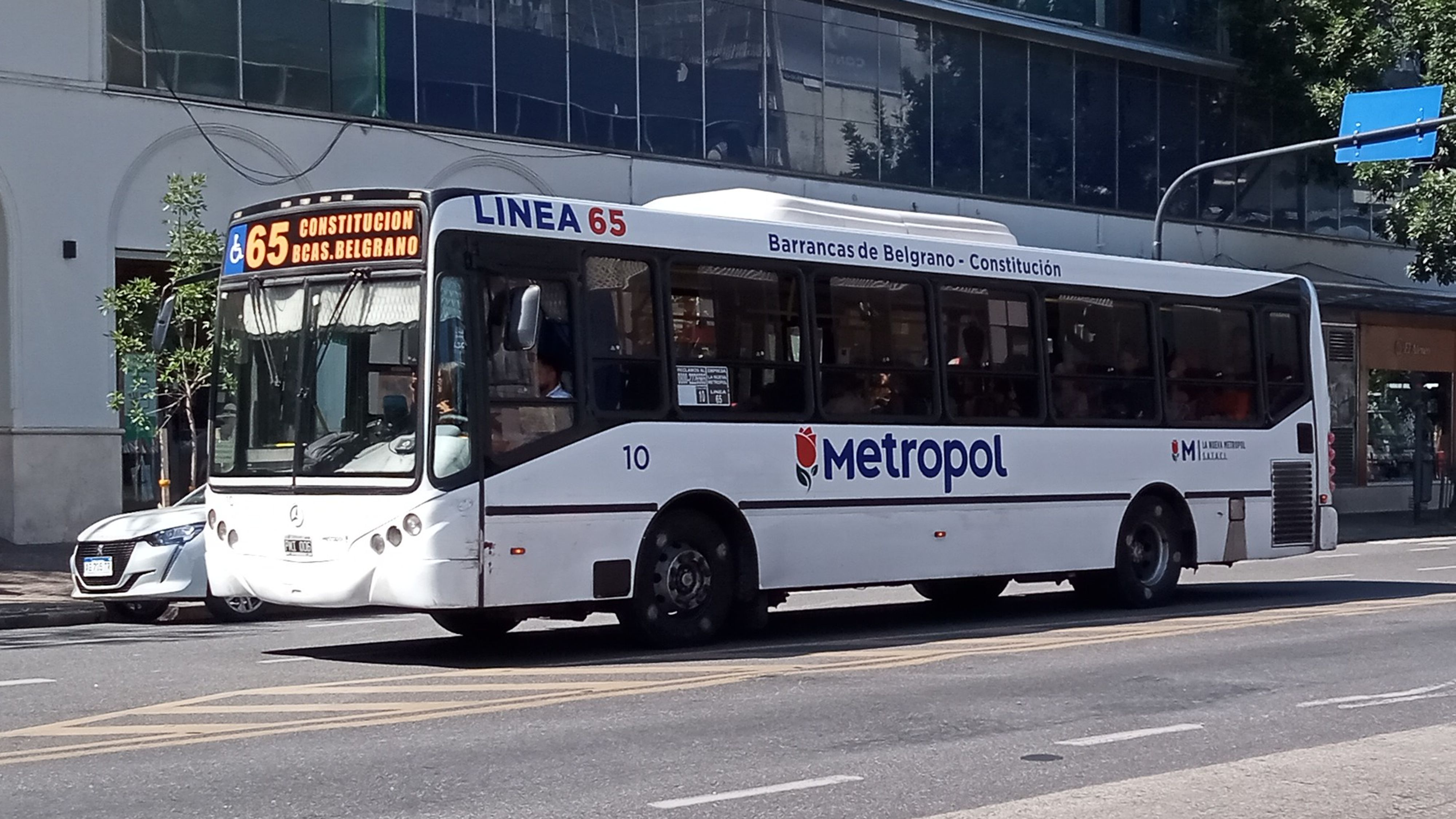
Unidad de la línea 65 circulando por la Av. Juramento, en el barrio de Belgrano, en la Ciudad Autónoma de Buenos Aires.

La línea 65 es una línea de colectivos de la ciudad de Buenos Aires. Une los barrios de Constitución y Belgrano, y es administrada por La Nueva Metropol S.A.

## Recorrido

### Constitución - Belgrano
El recorrido de la línea 65 une Constitución con Belgrano por el siguiente recorrido.
- General Hornos

- Av. Brasil

- Av. Bernardo de Irigoyen

- Av. Juan de Garay

- Santiago del Estero

- 15 de noviembre de 1889

- Combate de Los Pozos

- Av. Caseros

- Av. La Plata

- Av. Rivadavia

- Campichuelo

- Av. Díaz Vélez

- Av. Patricias Argentinas

- Camargo

- Darwin

- Muñecas

- Av. Dorrego

- Guzmán

- Av. Jorge Newbery

- Av. Corrientes

- Av. Federico Lacroze

- Charlone

- Olleros

- Av. Álvarez Thomas

- Av. Elcano

- Virrey del Pino

- Av. Cabildo

- Av. Juramento

- Zavalía

- Echeverría

### Belgrano - Constitución
- Avenida Virrey Vértiz

- Av. Juramento

- Av Cabildo

- Jose Hernandez

- Avenida Elcano

- Avenida de los Incas

- Avenida Forest

- Avenida Federico Lacroze

- Avenida Corrientes

- Luis Maria Drago

- Avenida Patricias Argentinas

- Otamendi

- Avenida Avellaneda

- Rio de Janeiro

- Senillosa

- Chaco

- Avenida La Plata

- Zelarrayan

- Senillosa

- Avenida Cobo

- Avenida Caseros

- Salta

- Avenida Brasil

## Redes sociales oficiales
La empresa cuenta con redes sociales oficiales para poder estar en contacto directo con sus pasajeros.
- Facebook: La Nueva Metropol
- Twitter: @Metropol_ar
- Instagram: La Nueva Metropol
- LinkedIn: La Nueva Metropol Oficial